# Ainet
Ainet est une commune autrichienne du district de Lienz dans le Tyrol.